# Derwin Pomare
Derwin Dix Pomare Martinez (San Andrés, 11 de mayo de 1995) es un beisbolista colombiano que actualmente es un agente libre , estuvo entre el 2012 y 2014 en las Ligas Menores de Béisbol con DSL Padres de Clase Rookie (Rk).

## Carreras en Ligas Menores
El 3 de agosto de 2012 firmó con San Diego Padres para las ligas menores jugando en el DSL Padres en la Dominican Summer League donde bateo en tres temporadas con registro de 50 carreras, 85 hits, 8 dobles, 7 triples, 1 jonrón, 32 carreras impulsadas, 16 bases robadas y un promedio de bateo de .245 AVG. También jugó como lanzador en dos juegos siendo cerrador en 2013 y 2014 acumulando 3.0 Entradas, le conectaron 2 hits, no permitió carreras y ponchó a dos bateadores.

## Copa Mundial Sub-23
En 2018 disputó seis juegos con la Selección de béisbol de Colombia donde se destacó anotando 7 carreras, 12 hits, 4 dobles, 1 jonrón e impulso 10 carreras para un promedio de bateo de .522 AVG.

## Logros
- Juegos Centroamericanos y del Caribe: 
  -  Medalla de bronce: 2018.

- Copa Mundial de Béisbol Sub-23: 
  - Equipo Mundial (Tercera Base) 2018.

- Liga Profesional de Béisbol Colombiano:
  - Campeón 2022-23 con Vaqueros de Montería.